# Fiabe di Hans Christian Andersen
Le Fiabe (Eventyr og Historier), note anche come fiabe e storie, sono una raccolta delle storie fantastiche di Hans Christian Andersen.
Durante l'intero corso della sua vita l'autore e poeta danese Hans Christian Andersen ha scritto un totale di 156 fiabe uscite in volume tra il 1835 e il 1872 (più una ritrovata nel 2012), successivamente riunite in un un'unica raccolta e tradotte in più di 80 lingue. Tra di esse vi sono le storie più universalmente celebri del genere, tra cui La principessa sul pisello, Pollicina, La sirenetta, I vestiti nuovi dell'imperatore, Il soldatino di stagno, Il brutto anatroccolo, La regina delle nevi, Le scarpette rosse e La piccola fiammiferaia.
In onore dell'autore nel 1956 è stato istituito il Premio Hans Christian Andersen dedicato alla premiazione dei migliori scrittori di narrativa giovanile.
Tra i maggiori illustratori delle varie edizioni delle fiabe ci sono stati  Lorenz Frølich e Vilhelm Pedersen.

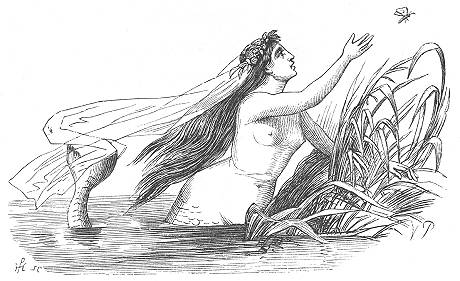
La sirenetta

## Elenco delle fiabe
Questo è la lista completa, in ordine strettamente cronologico, di tutti i racconti in stile fiabesco di Andersen. Le date si riferiscono alla prima edizione assoluta, anche se non in lingua danese:
1. L'acciarino magico o L'acciarino (Fyrtøiet) - 1835
2. Niccolino e Niccolone o Il piccolo Claus e il grande Claus (Lille Claus og store Claus); 1835
3. I fiori della piccola Ida (Den lille Idas Blomster); 1835
4. La principessa sul pisello (Prindsessen paa Ærten); 1835
5. Pollicina o Mignolina (Tommelise); 1835-36
6. Il ragazzaccio o Il bambino cattivo (Den uartige Dreng); 1835-36 Illustrazione per "Il ragazzaccio"

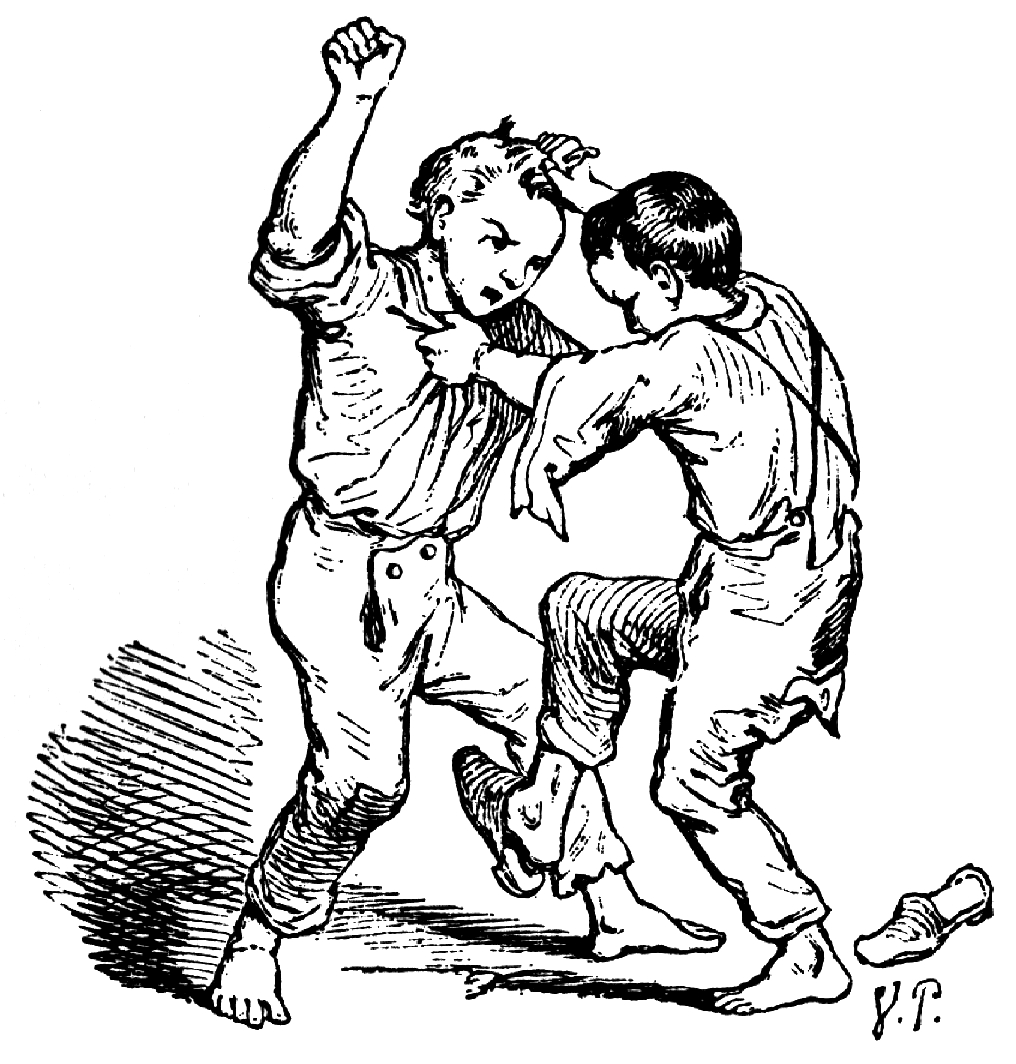
Illustrazione per "Il ragazzaccio"

7. Il compagno di viaggio (Reisekammeraten); 1835-36
8. La sirenetta (Den lille Havfrue); 1837 Illustrazione per "La sirenetta"

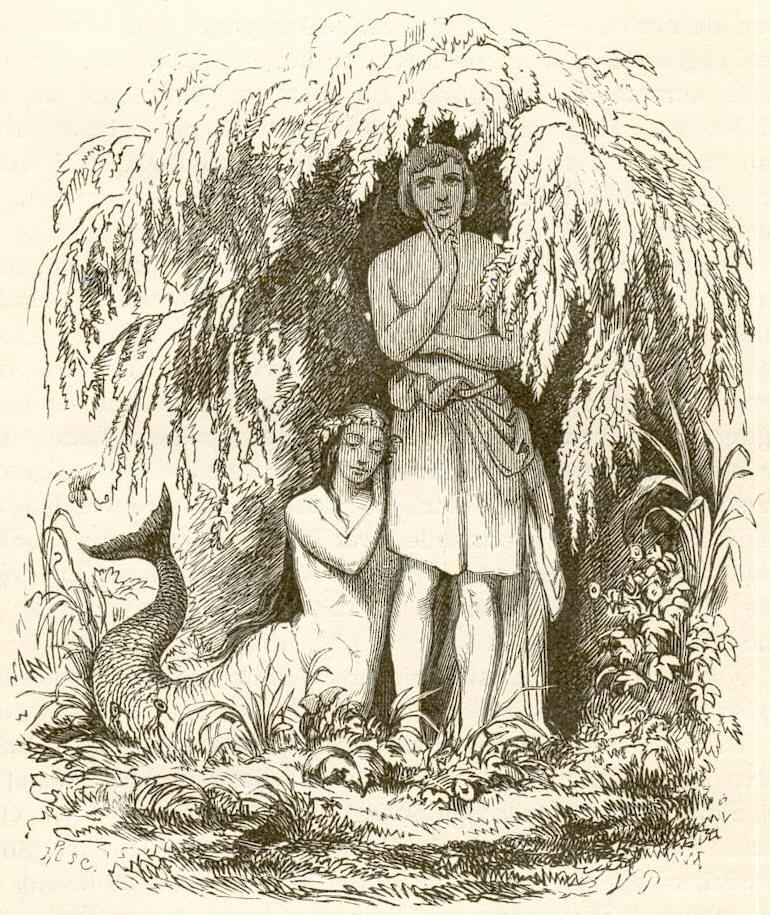
Illustrazione per "La sirenetta"

9. I vestiti nuovi dell'imperatore (Keiserens nye Klæder); 1837-38 Illustrazione per "I vestiti nuovi dell'imperatore"

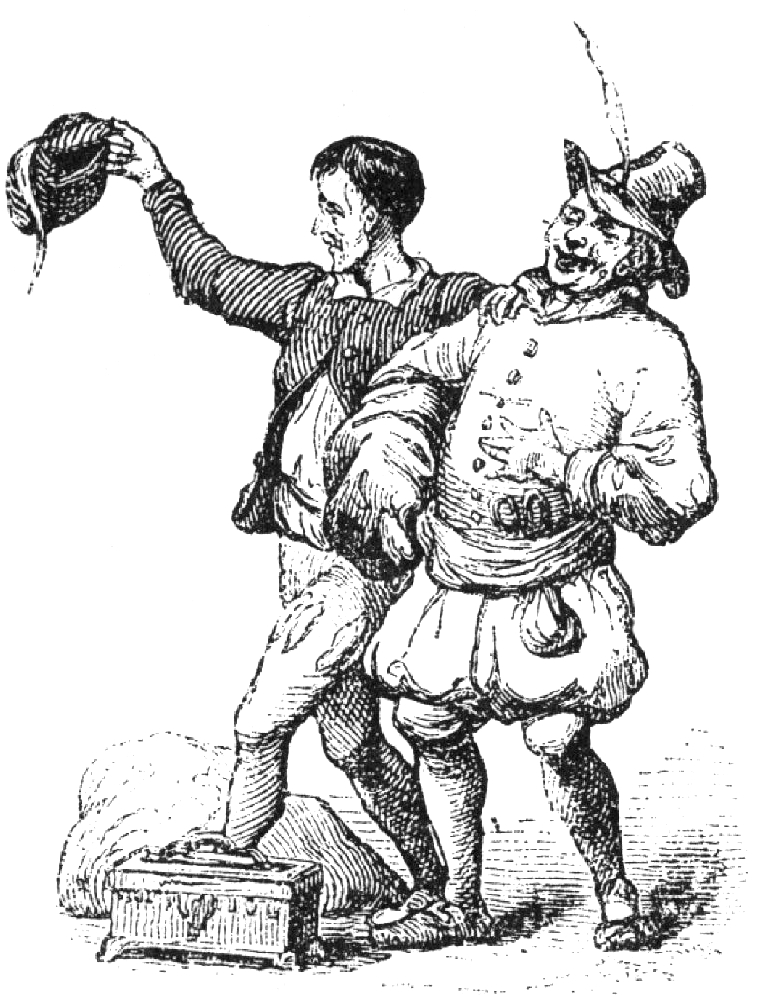
Illustrazione per "I vestiti nuovi dell'imperatore"

10. Le galosce della felicità (Lykkens Kalosker), 1838
11. La margheritina (Gaasurten); 1838
12. Il soldatino di stagno (Den standhaftige Tinsoldat); 1838
13. I cigni selvatici (De vilde Svaner); 1838
14. Il baule volante (Den flyvende Kuffert); 1839
15. Le cicogne (Storkene); 1839
16. Il Giardino del Paradiso o Il Paradiso terrestre (Paradisets Have); 1839
17. L'elfo della rosa (Rosen-Alfen); 1839
18. Il principe cattivo (Den onde Fyrste); 1840
19. Ole Chiudigliocchi (Ole Lukøie); 1841-42
20. Il porcellino di bronzo (Metalsvinet); 1842
21. Il guardiano di porci (Svinedrengen); 1841-42
22. Il patto d'amicizia (Venskabs-Pagten); 1842
23. Il grano saraceno (Boghveden); 1841-42
24. Una rosa dalla tomba di Omero (En Rose fra Homers Grav); 1842
25. La campana (Klokken); 1845
26. L'angelo (Engelen); 1843-45
27. Oggieri il Danese o Holger il danese (Holger Danske); 1845
28. L'usignolo (Nattergalen); 1843-45
29. I fidanzati (Kjærestefolkene - Toppen og bolden); 1843-45
30. Il brutto anatroccolo (Den Grimme Ælling); 1843-45 Illustrazione per "Il brutto anatroccolo"
31. Madre Sambuco (Hyldemoer); 1844-45
32. L'abete (Grantræet); 1844-46

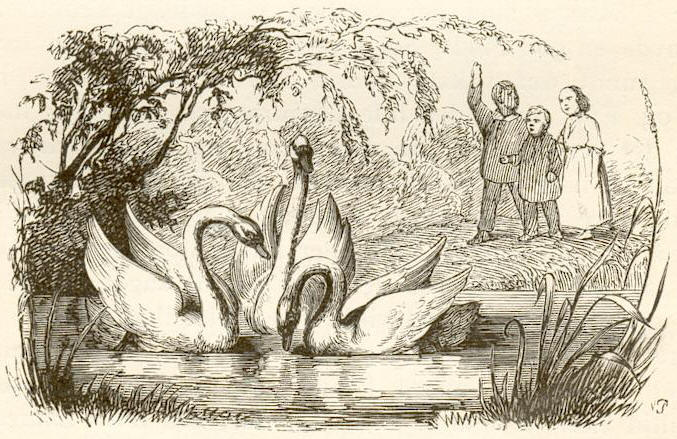
Illustrazione per "Il brutto anatroccolo"

33. La gara di salto (Springfyrene); 1845-46
34. La regina delle nevi (Sneedronnigen); 1844-46
35. L'ago da rammendo (Stoppenaalen); 1845-46
36. Il monte degli Elfi (Elverhøi); 1845-46
37. Le scarpette rosse (De røde Skoe); 1845-46
38. La pastorella e lo spazzacamino (Hyrdinden og Skorsteensfeieren); 1845-46 Illustrazione per "La pastorella e lo spazzacamino"
39. La nonna (Bedstemoder); 1845-51

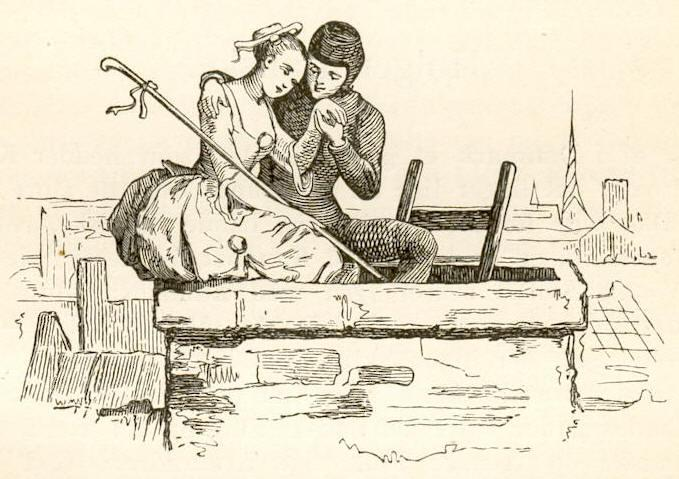
Illustrazione per "La pastorella e lo spazzacamino"

40. La piccola fiammiferaia o La piccina dei fiammiferi (Den lille Pige med Svovlstikkerne); 1845-47
41. Da una finestra a Vartou (Fra et Vindne i Vartou); 1846-47
42. Un'immagine dal bastione delle fortificazioni (Et Billede fra Castelvolden); 1846-48
43. Il vecchio fanale (Den gamle Gadeløgte); 1847
44. I vicini di casa (Nabofamilierne); 1847
45. Il piccolo Tuk (Lille Tuk); 1847
46. L'ombra (Skyggen); 1847
47. La vecchia casa (Den gamle Huus/The Old House); 1847-48 (prima edizione in inglese)
48. La goccia d'acqua (Vanddraaben/The Drop of Water); 1847-48 (prima edizione in inglese)
49. La famiglia felice (Den lykkelige Familie/The Happy Family); 1847-48 (prima edizione in inglese)
50. Storia di una mamma (Historien om en Moder/The Story of a Mother); 1847-48 (prima edizione in inglese)
51. Il colletto duro (Flipperne/The Shirt Collar); 1847-48 (prima edizione in inglese)
52. Il lino (Hørren); 1848-49
53. La Fenice (Fugl Phønix); 1850
54. Una storia (En Historie); 1851
55. Il libro muto (Den stumme Bog); 1851
56. La rosa più meravigliosa del mondo (Verdens deiligste Rose); 1851-52
57. Il burattinaio (Marionetspillern); 1851
58. "C'è differenza!" ("Der er Forskjel!"); 1851-52
59. La storia dell'anno (Aarets Historie); 1852
60. Vero verissimo! (Der er ganske vist!); 1852
61. L'ultimo giorno (Paa den yderste Dag); 1852
62. Il nido di cigno (Svanereden); 1852
63. Un animo di buonumore (Et godt Humeur); 1852
64. Il folletto in casa dello speziale (Nissen hos Spekhøkeren); 1852
65. Sotto il salice (Under Piletræet); 1852
66. La vecchia pietra tombale (Den gamle Gravsteen); 1852
67. Due vergini o Due zitelle (To Jomfruer); 1853
68. Cuore affranto (Hjertesorg); 1852-53
69. «Ogni cosa al suo posto!» ("Alt paa sin rette Plads!"); 1852-53
70. Fra migliaia di anni (Om Aartusinder); 1852-53
71. Cinque in un baccello (Fem fra en Ærtebælg); 1852-53
72. «Non era buona a nulla» ("Hun duede ikke"); 1852-53
73. L'ultima perla (Den sidste Perle/The Last Pearl); 1853-55 (prima edizione in inglese)
74. Una foglia caduta dal cielo (Et Blad fra Himlen/A Leaf from Haven); 1853-55 (prima edizione in inglese)
75. Il porcellino salvadanaio (Pengegrisen); 1854-55
76. Nei mari estremi o All'estremità del mare (Ved det yderste Hev); 1854-55
77. Gianbabbeo (Klods-Hans); 1855
78. Ib e la piccola Christine (Ib og lille Christine); 1855
79. «La Strada dell'onore seminata di spine» ("Ærens Tornevei"); 1855-56
80. La ragazza ebrea (Jødepigen); 1855-56
81. Un pezzetto di filza di perle (Et stykke Perlesnor); 1856-57
82. Il gorgo della campana (Klokkedybet); 1856-58
83. Il collo di bottiglia (Flaskehalsen); 1857
84. Brodo fatto con uno stecchino di salsiccia (Suppe paa en Pǿlsepind); 1858
85. «Qualcosa» (Noget); 1858
86. L'ultimo sogno della vecchia quercia (Det gamle Egetræes sidste Drøm); 1858
87. Le corse (Hurtigløberne); 1858
88. La pietra filosofale (De vises Steen); 1858-59
89. Il berretto da notte dello scapolo del pepaiuolo (Pebersvendens Nathue); 1858
90. Il libro dell'Abc (ABC-Bogen); 1858
91. La figlia del Re della palude (Dynd-Kongens Datter); 1858
92. Penna e calamaio (Pen og Blækhuus); 1859
93. Galletto massaro da cortile e galletto banderuola (Gaardhanen og Veirhanen); 1859
94. «Deliziosa!» ("Deilig!"); 1859
95. Il vento racconta di Valdemar Daae e delle sue figlie (Vinden fortæller om Valdemar Daæ og hans Døttre); 1859
96. Due fratelli (To Brødre); 1859
97. La fanciulla che calpestò il pane (Pigen, som traadte paa Brødet); 1859
98. Ole, il guardiano del campanile (Taarnvægteren Ole); 1859
99. Anne Lisbeth (Annalisa) (Anne Lisbeth); 1859
100. Discorsi di bambini (Børnesnak); 1859
101. Il bambino nella tomba (Barnet i Graven); 1859
102. Una storia dalle dune (En Historie fra Klitterne); 1859
103. Il giorno del trasloco (Flyttedagen); 1860
104. La farfalla (Sommerfuglen); 1860
105. L'uomo di neve (Sneemanden); 1861
106. La vergine dei ghiacci (Iisjomfruen); 1861
107. Psiche (Psychen); 1861
108. La lumaca e la siepe di rose (Sneglen og Rosenhækken); 1861
109. La monetina d'argento (Sølvskillingen); 1861-62
110. La diligenza da dodici posti o Dodici in diligenza (Tolv med Posten); 1861
111. Lo scarabeo (Skarnbassen); 1861
112. Nel recinto delle anatre (I Andegaarden); 1861
113. La Musa del nuovo secolo (Det nye Aarhundredes Musa); 1861
114. Il vescovo di Boerglum e i suoi parenti (Bispen paa Børglum pg hans Frænde); 1861
115. La vecchia campana della chiesa (Den gamle Kirkeklokke); 1861 (prima edizione in tedesco)
116. Quel che fa il babbo è sempre ben fatto (Hvad Fattergjør, det er altid det Rigtige); 1861
117. Il bucaneve (Sommergjækken); 1862-63
118. La teiera (Theepotten); 1863-65
119. L'uccello del canto popolare (Folkesangens Fugl); 1864-65
120. I fuochi fatui (folletti) sono in città, disse la vecchietta del pantano (Lygtemændene ere i Byen, sagde Mosekonen); 1865
121. Il mulino a vento (Veirmøllen); 1865
122. Il tesoro tutto d'oro (Guldskat); 1865
123. La tempesta sposta le insegne (Stormen flytter Skilt); 1865
124. Nella stanza dei bambini (I Børnestuen); 1865
125. Celato non è dimenticato (Gjemt er ikke glemt); 1866
126. La zia materna (Moster); 1866
127. Il rospo (Skrubtudsen); 1866
128. Il figlio del portiere (Portneres Søn); 1866
129. I piccoli verdi o I verdolini (De smaa Grønne); 1867
130. Il folletto e la signora (Nissen og Madamen); 1867-68
131. L'isola di Vaenoe e l'isola di Glaenoe o Isola bella e isola felice (Vænø og Glænø); 1867
132. La Driade (Dryaden); 1868
133. Il quaderno illustrato del padrino (Gudfaders Billebog); 1868
134. Gli stracci (Laserne); 1868
135. I giorni della settimana (Ugedagene); 1868
136. Chi fu la più felice? (Hvem ver den Lykkeligste?); 1868
137. Peiter, Peter e Peer o Pietro, Piero e Pierino (Peiter, Peter og Peer); 1868
138. Le storie della luce del sole (Solskins-Historier/Sunshine Stories); 1869
139. La famiglia della Grethe dei polli (Hønse-Grethes Familie/ Chicken Grethe's Family); 1869-70(prima edizione in inglese)
140. Quello che il cardo visse (Hvad Tidselen oplevede/What Happened to the Thistle); 1869-70 (prima edizione in inglese)
141. Guarda quello che si può inventare (Hvad man kan hitte paa/What One Can Invent); 1869-70 (prima edizione in inglese)
142. La felicità può stare in uno stecchino (il ramo della fortuna) (Likke kan ligge i en Pind/Luck may Lie in a Pin ); 1869-70 (prima edizione in inglese)
143. La cometa (Kometen/The Comet); 1869 (prima edizione in lingua inglese)
144. Le candele (Lysene/The Candles); 1870-71 (prima edizione in inglese)
145. La cosa più incredibile (Det Utroligste/The Most Incredible Thing ), 1870-71 (prima edizione in inglese)
146. Il bisnonno (Oldefa'er/Great Grand-Father); 1870 (prima edizione in inglese)
147. Quello che l'intera famiglia diceva (Hvad hele Familien sagde/What the Whole Family Said); 1870 (prima edizione in inglese)
148. «Balla, balla, bambola mia!» ("Danse, danse, Dukke min!"); 1871
149. «Chiedi alla Mamma erbivendola!» ("Spørg Amagermo'er!"); 1871
150. Il grande serpente marino (Den store Søslange); 1871
151. La pulce e il professore (Loppen og Professoren); 1872-73
152. Quello che raccontò la vecchia Johanne (Hvad gamle Johanne fortalte); 1872
153. La chiave del portone (Portnøglen); 1872
154. Lo storpio (Krøblingen); 1872
155. La zia Maldidenti (Tante Taudpine); 1872
156. Il giardiniere e il padrone (Gartneren og Herskabet); 1872

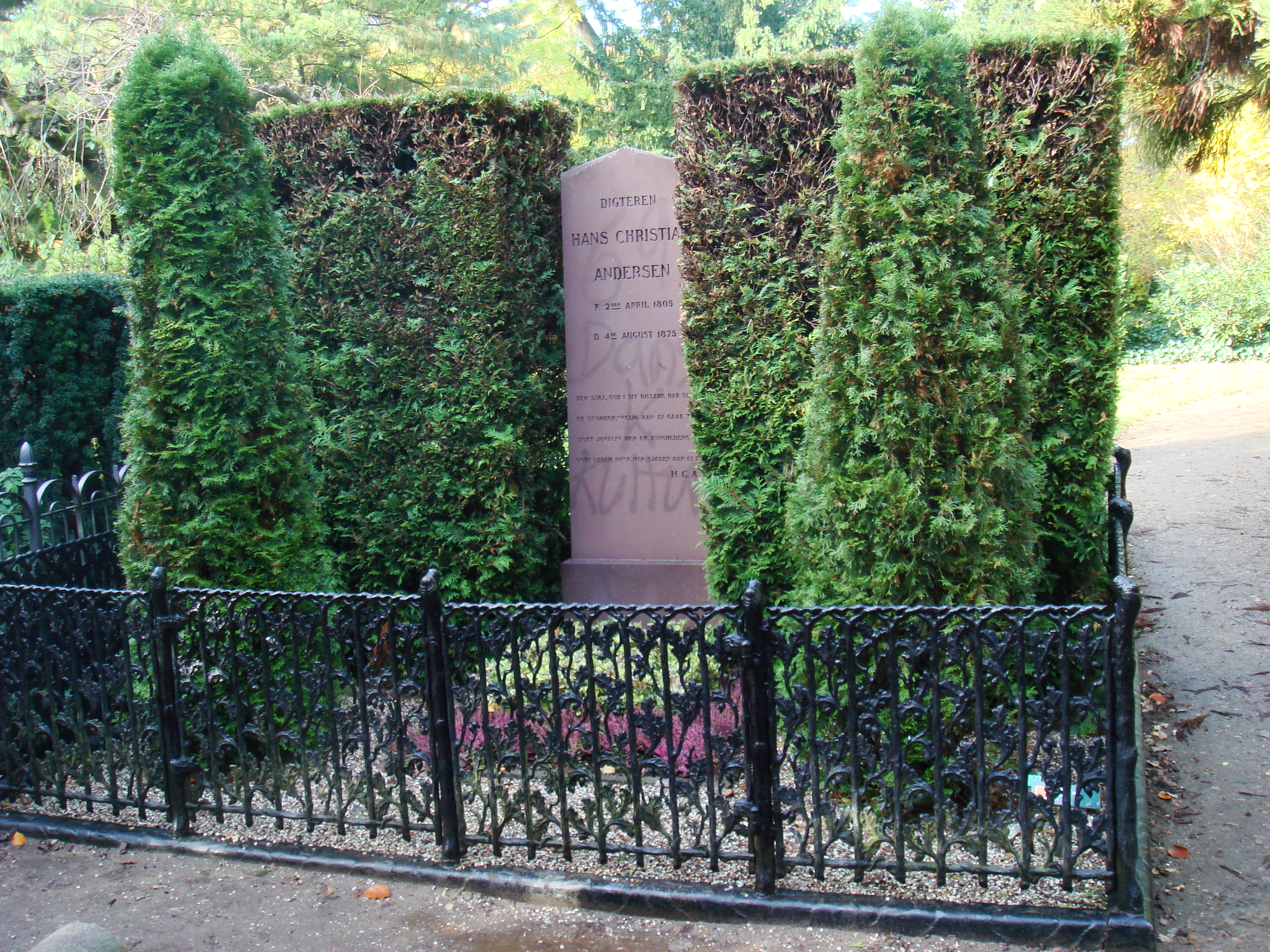
La sepoltura di Andersen a Copenaghen.

### Postume
- La candela di sego (Tællelyset); scritta nel 1820, ma rintracciata solamente nel 2012.

## Edizioni

### Raccolte di fiabe[1]
- Eventyr fortalte for Børn. Første Samling. Første Hefte (Fiabe raccontate ai bambini. Prima raccolta.Primo tomo) (1835)
- Eventyr fortalte for Børn. Første Samling. Andet Hefte (Fiabe raccontate ai bambini. Prima raccolta. Secondo tomo) (1835)
- Eventyr fortalte for Børn. Første Samling. Tredie Hefte (Fiabe raccontate ai bambini. Prima raccolta. Terzo tomo) (1837)
- Eventyr fortalte for Børn. Ny Samling. Første Hefte (Fiabe raccontate ai bambini. Nuova raccolta. Primo tomo) (1838)
- Eventyr fortalte for Børn. Ny Samling. Andet Hefte (Fiabe raccontate ai bambini. Nuova raccolta. Secondo tomo) (1839)
- Billedbog unden Billeder (Album senza figure) (20/12/1939)(1840)
- Eventyr fortalte for Børn. Ny Samling. Tredie Hefte (Fiabe raccontate ai bambini. Nuova raccolta. Terzo tomo) (20/12/1841)(1842)
- Nye Eventyr. Første Bind. Første Samling (Nuove fiabe. Primo volume. Prima raccolta) (11/11/1843)(1844)
- Nye Eventyr. Første Bind. Anden Samling (Nuove fiabe. Primo volume. Seconda raccolta) (21/12/1844)(1845)
- Billedbog unden Billeder. Anden førogede udgave (Album senza figure. Seconda edizione) (1844)
- Nye Eventyr. Første Bind. Triede Samling (Nuove fiabe. Primo volume. Terza raccolta) (1845)
- Nye Eventyr. Andet Bind. Første Samling (Nuove fiabe. Secondo volume. Prima raccolta) (1847)
- Billedbog unden Billeder (Bilderbuch ohne Bilder) (tedesco) (Album senza figure) (1847)
- A Christmas Greetings to my English Friends(inglese) (Auguri di Natale ai miei amici inglesi) (1847)
- Nye Eventyr.Andet Bind.Anden Samling (Nuove fiabe. Secondo volume. Seconda raccolta) (1848)
- Eventyr (Fiabe) (18/12/1849)(1850)
- Historier. Første Samling (Racconti. Prima raccolta) (1852)
- Historier. Anden Samling (Racconti. Second raccolta) (30/11/1852)(1853)
- A Poet's Day Dreams (inglese) (Sogni di giorno del poeta) (1853)
- Historier (Racconti) (1855)
- Nye Eventyr og Historier. Første Række. Første Samling (Nuove fiabe e racconti. Prima serie. Prima raccolta) (1858)
- Nye Eventyr og Historier. Første Række. Anden Samling (Nuove fiabe e racconti. Prima serie. Seconda raccolta) (1858)
- Nye Eventyr og Historier. Første Række. Tredie Samling (Nuove fiabe e racconti. Prima serie. Terza raccolta) (1859)
- Nye Eventyr og Historier. Første Række. Fjerde Samling (Nuove fiabe e racconti. Prima serie. Quarta raccolta) (1859)
- Nye Eventyr og Historier. Anden Række. Første Samling (Nuove fiabe e racconti. Seconda serie. Prima raccolta) (1861)
- Nye Eventyr og Historier. Anden Række. Anden Samling (Nuove fiabe e racconti. Seconda serie. Seconda raccolta) (25/11/1861)(1862)
- Eventyr og Historier. Første Bind (Fiabe e racconti. Primo volume) (1862)
- Eventyr og Historier. Andet Bind (Fiabe e racconti. Secondo volume) (1863)
- Nye Eventyr og Historier. Anden Række. Tredie Samling (Nuove fiabe e racconti. Seconda serie.Terza raccolta) (1865)
- Nye Eventyr og Historier. Anden Række. Fjende Samling (Nuove fiabe e racconti. Seconda serie. Quarta raccolta) (1866)
- Fenten Eventyr og Historier (Quindici fiabe e racconti) (1867)
- Tre Nye Eventyr og Historier (Tre nuove fiabe e racconti) (17/12/1869)(1870)
- Eventyr og Historier. Tredie Bind (Fiabe e racconti. Terzo volume) (1870)
- Eventyr og Historier. Fjerde Bind (Fiabe e racconti. Quarto volume) (1871)
- Nye Eventyr og Historier. Tredie Række. Ny (Første) Samling (Nuove fiabe e racconti. Terza serie. Nuova (prima) raccolta) (1872)
- Nye Eventyr og Historier. Tredie Række.Anden Samling (Nuove fiabe e racconti. Terza serie. Seconda raccolta) (1872)
- Eventyr og Historier. Femte Bind (Fiabe e racconti. Quinto volume) (1874)
- Historier om en Moder i Femten Sprog (Racconti di una madre in quindici lingue) (1875)

### Altri scritti fiabeschi
Di seguito l'elenco delle opere di stampo fiabesco
- La campana sommersa (Dykker-Klokken), 1827
- Lo spettro (il fantasma) (Dødningen), 1830-1831
- Gli elfi sulla brughiera (Alferne paa Heden), 1831
- Un racconto per i bambini (Et Børneeventyr), 1831
- Il convento inabissato (Det sjunke Kloster), 1831
- Questa favola è pensata per te! (Det er Dig. Fabelen sigter til!), 1836 (*)
- Il talismano (Talismanen), 1836 (*)
- Il vecchio Dio vive ancora (Den gamle Gud lever endnu), 1836 (*)
- Prima sera (Første Aften), 1839 (§)
- Seconda sera (Anden Aften), 1839 (§)
- Terza sera (Tredie Aften), 1839 (§)
- Quarta sera (Fjerde Aften), 1839 (§)
- Quinta sera (Femte Aften ), 1839 (§)
- Sesta sera (Sjette Aften), 1839 (§)
- Settima sera (Syvende Aften), 1839 (§)
- Ottava sera (Ottende Aften), 1839 (§)
- Nona sera (Niende Aften), 1839 (§)
- Decima sera (Tiende Aften), 1839 (§)
- Undicesima sera (Ellevte Aften), 1839 (§)
- Dodicesima sera (Tovte Aften), 1839 (§)
- Tredicesima sera (Trettende Aften), 1839 (§)
- Quattordicesima sera (Fjortende Aften), 1839 (§)
- Quindicesima sera (Femtende Aften), 1839 (§)
- Sedicesima sera (Sextende Aften), 1839 (§)
- Diciassettesima sera (Syttende Aften), 1839 (§)
- Diciottesima sera (Attende Aften), 1839 (§)
- Diciannovesima sera (Nittende Aften), 1839 (§)
- Ventesima sera (Tyvende Aften), 1839 (§)
- Ventiquattresima sera (Fir og tyvende Aften), 1840 (§)
- Ventiduesima sera (To og tyvende Aften), 1840 (§)
- Venticinquesima sera (Fem og tyvende Aften), 1840 (§)
- Ventisettesima sera (Syv og tyvende Aften), 1840 (§)
- Ventunesima sera (En og tyvende Aften), 1840 (§)
- Ventitreesima sera (Tre og tyvende Aften), 1840 (§)
- Ventiseiesima sera (Sex og tyvende Aften), 1840 (§)
- Ventottesima sera (Otte og tyvende Aften), 1840 (§)
- Ventinovesima sera (Ni og tyvende Aften), 1840 (§)
- Trentesima sera (Tredivte Aften), 1840 (§)
- Trentunesima sera (Een og tredivte Aften), 1844 (§)
- Trentaduesima sera (To og tredivte Aften), 1847 (§)
- Trentatreesima sera (Tre og tredivte Aften), 1847 (§)
- I maiali (Svinene), 1851 (*) in I Sverige
- Re, regina e fante (Herrenbladene/The Court Cards), 1869 (prima edizione in inglese) Illustrazione di Vilhelm Pedersen per il Baule volante

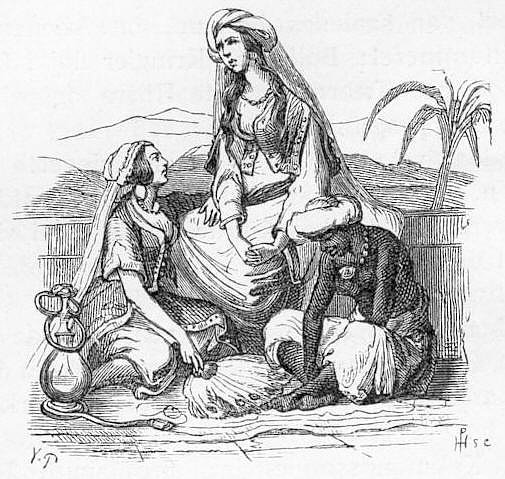
Illustrazione di Vilhelm Pedersen per il Baule volante

- Leggende popolari danesi (Danske Folkesagn), 1870 - Pubblicato in americano per la prima volta come Danish popular legends in The Riverside Magazine for Young Pepople, New York, ottobre 1870 (*)
- Gracidìo (Qvæk), 1926 (*)
- Lo scrivano (Skriveren), 1926 (*)
- La prima sera (De første Aften), 1943
- "Si dice...!" ("Man siger...!"/Folks Say), 1949 (*)  (prima edizione in inglese)
- La povera donna e il piccolo canarino (Den fattige Kone og den lille Canariefug/The Poor Woman and the Little Canary Bird ), 1949 (*) (prima edizione in inglese) (the fat elephant)
- Urbanus (Urbanus/Urbanus), 1949 (*) (prima edizione in inglese)
- Le patate (Kartoflerne), 1953
- La mela (Æblet), 1959
- Temperamenti (Temperamenterne), 1967
- Il nostro vecchio maestro di scuola (Vor gamle Skolemester), 1967
- Le montagne blu (De blaae Bjerge), 1972
- Hans e Grethe (Hans og Grethe), 1972

(*) Queste opere sono considerate appieno fiabe nell'elenco di 168 (oltre alle 156 della sezione precedente, vedi sopra) computato da Gilead, in cui è ricompreso anche Peer il fortunato (Likke-Peer/Lucky Peer).
(§) Questi componimenti, raccolti, costituiranno il materiale per la stesura di Album senza figure (Billedbog uden Billeder), edito nel 1840.

## Edizioni italiane
Alcune fiabe apparvero per la prima volta in Italia nel 1859, inserite nel volume Letture di famiglia e scritti per fanciulli.
La prima edizione italiana ufficiale delle fiabe risale al 1864, con la raccolta Quindici racconti pei giovinetti, pubblicata a Milano da Paolo Carrara in una traduzione anonima dal francese, edita anche con il titolo alternativo Racconti fantastici pei giovinetti.
La prima traduzione dall'originale danese fu eseguita da Maria Pezzé Pascolato e pubblicata nel 1904 a Milano da Hoepli con il titolo Quaranta novelle. L'editore continuò la pubblicazione con le raccolte Nuove novelle del 1938 e Novissime novelle del 1955, entrambe tradotte da Mary Tibaldi Chiesa. Altre prime traduzioni furono: Novelle e Tesoro dorato e altre novelle, tradotte da Giuseppe Fanciulli (Bemporad, 1910-1911); H. C. Andersen racconta, 31 volumetti in appendice al Corriere Magistrale (1926-1931); le due traduzioni dal tedesco Racconti e fiabe di Ervino Pocar (UTET, 1931) e La sirenetta e altri racconti di Giuliana Pozzo (Rizzoli, 1949).
Nel 1954 Einaudi pubblicò Fiabe di Andersen, per la collana I millenni, con traduzione di Alda Manghi e Marcella Rinaldi; una raccolta di 107 racconti che fu per diverso tempo la pubblicazione italiana più completa dell'opera. Tra il 1993 e il 1994 furono pubblicati da Newton Compton due volumi contenenti tutti i racconti, presentati però in un insieme misto di traduzioni nuove e d'epoca, alcune delle quali eseguite dal tedesco. La prima edizione integrale dal danese venne pubblicata nel 2001 da Donzelli nella traduzione di Bruno Berni.